# اتحاد أذربيجان لكرة القدم

شعار الاتحاد السابق

تأسست رابطة اتحادات أذربيجان لكرة القدم (بالأذرية: Azərbaycan Futbol Federasiyaları Assosiasiyası)‏ في عام 1992م وانضمت إلى الاتحاد الدولي لكرة القدم في 1994م وإنضمت إلى الاتحاد الأوروبي لكرة القدم في 1994م.